# إسماعيل أحمد ياغي
إسماعيل أحمد محمد ياغي (1935، غزة - 2009، الرياض) هو مؤرخ وكاتب وأكاديمي فلسطيني.

## حياته
ولد إسماعيل ياغي في غزة عام 1354 هـ/ 1935م، حاصل على إجازة جامعية في التاريخ من جامعة دمشق عام 1966، وحاصل على الماجستير في التاريخ الحديث من جامعة القاهرة عام 1972، بعنوان "حركة رشيد عالي الكيلاني عام 1941"، والدكتوراه في التاريخ الحديث من جامعة القاهرة عام 1976، بعنوان "تطور الحركة الوطنية العراقية 1941 – 1952"، أشرف ودَرَّسَ طلبة البكالوريوس والماجستير والدكتوراه، وعمل بالتدريس في كلية العلوم الاجتماعية بجامعة الإمام محمد بن سعود الإسلامية بالرياض، وكلية الآداب للبنات بالدمام. أصدر 31 بحثاً وعدد من الدراسات العلمية في مجلات علمية متعددة. وكان عضواً في اتحاد المؤرخين العرب، وعضو في الجمعيات التاريخية الفلسطينية (غزة) 1999.

## مؤلفاته
| ت  | العنوان                                                                                   | تاريخ النشر         | مرجع   |
| -- | ----------------------------------------------------------------------------------------- | ------------------- | ------ |
| 1  | الحضارة الإسلامية وأثرها في الغرب                                                         | 1997                | [ 3 ]  |
| 2  | الأقليات في العراق                                                                        |                     |        |
| 3  | الارهاب والعنف في الفكر الصهيوني                                                          |                     |        |
| 4  | الجذور التاريخية للقضية الفلسطينية                                                        | 1983                | [ 4 ]  |
| 5  | الدولة العثمانية في التاريخ الإسلامي الحديث                                               | 1995                | [ 5 ]  |
| 6  | القدس والسلام: من الواقع المؤلم إلى الغد المشرق الواعد                                    |                     |        |
| 7  | النفوذ البريطاني في عمان خلال النصف الأول من القرن الثالث عشر الهجري، التاسع عشر الميلادي |                     |        |
| 8  | تاريخ العالم العربي المعاصر                                                               | الطبعة الثانية 2011 | [ 6 ]  |
| 9  | تاريخ شرق آسيا الحديث                                                                     | 1994                | [ 7 ]  |
| 10 | تاريخ فلسطين وجغرافيتها: المرحلة المتوسطة                                                 |                     |        |
| 11 | تاريخ مدينة القدس                                                                         |                     |        |
| 12 | حركة رشيد عالي الكيلاني: دراسة في تطور الحركة الوطنية العراقية                            | 1974                | [ 8 ]  |
| 13 | ذاكرة فلسطين: حقائق عن قضية فلسطين                                                        |                     |        |
| 14 | العالم الإسلامي                                                                           |                     |        |
| 15 | مصادر التاريخ الحديث ومناهج البحث فيه                                                     | 1999                | [ 9 ]  |
| 16 | معالم التاريخ الأمريكي الحديث                                                             | 2000                | [ 10 ] |
| 17 | موقف الملك عبد العزيز من قضية فلسطين 1354-1367 هـ / 1936-1948 م                           | 2002                | [ 11 ] |
| 18 | الملك عبد العزيز وموقفه من الوحدة العربية                                                 | 1989                | [ 12 ] |